# Journal of Palestine Studies
Journal of Palestine Studies (англ. «Журнал исследований Палестины», сокр. JPS) — ежеквартальный междисциплинарный научный журнал, издаваемый Taylor & Francis от лица ливанского Института исследований Палестины. Главный редактор — Ширин Сейкали. Издание основано в 1971 году.

## История
Журнал был основан в 1971 году. Важную роль в его создании сыграли Бурхан Даджани, Валид Халиди, Фуад Сарруф и Константин Зурейк. Главным редактором и основателем выступил Хишам Шараби. Журнал изначально публиковался Издательством Калифорнийского университета. С 1 января 2021 года эта функция перешла к международному издательству Taylor & Francis.
Главным редактором Journal of Palestine Studies в 2002—2024 годах был Рашид Халиди (Колумбийский университет). С июня 2024 года его сменила в этой должности Ширин Сейкали (Калифорнийский университет в Санта-Барбаре). Журнал специализируется на палестинской тематике и арабо-израильском конфликте. Издающий журнал ливанский Институт исследований Палестины характеризует его миссию как «создание освободительных знаний для Палестины и палестинцев и о них».

## Индексирование и рейтинг
Journal of Palestine Studies индексируется в базе Scopus и в Индексе цитирования социальных наук. По данным Journal Citation Reports, импакт-фактор журнала за 2022 год составлял 0,8. Индекс Хирша журнала в рейтинге SCImago составляет 35.

## Оценки
По оценке Джорджтаунского университета в Катаре, JPS — «старейший и наиболее уважаемый англоязычный журнал, посвященный исключительно палестинской тематике и арабо-израильскому конфликту». Испанский научный сайт SCImago характеризует материалы журнала как «актуальные и дающие почву для размышлений».
Вместе с тем, политика журнала характеризовалась критиками как крайне односторонняя, пропалестинская и поддерживающая Организацию освобождения Палестины. Американская НКО CAMERA неоднократно обвиняла журнал в публикации ложных сведений об истории палестино-израильского конфликта.